# Wang Hao (saltadora)
Wang Hao (Tianjin, 26 de dezembro de 1992) é uma saltadora chinesa. Especialista na plataforma. campeã olímpica.

## Carreira

### Londres 2012
Wang Hao representou seu país nos Jogos Olímpicos de Verão de 2012, na qual conquistou uma medalha de ouro, na plataforma sincronizada com Chen Ruolin. 